# Martin A. Seidl
Martin A. Seidl (* 1975 in Deggendorf) ist ein deutscher Organist, Chorleiter und Komponist, der auch als Musiktherapeut tätig ist.

## Leben und Wirken

### Ausbildung
Martin A. Seidl studierte nach Absolvierung des Comenius-Gymnasiums in Deggendorf von 1997 bis 2002 Musiktherapie an der Universität für Musik und darstellende Kunst Wien und schloss mit dem akademischen Titel eines Magister artium ab. Für seine Diplomarbeit mit dem Titel Musiktherapie mit Multiple-Sklerose-Erkrankten – ein Beitrag zur Krankheitsverarbeitung erhielt er 2006 den „Hildegard Burjan Preis“ der „Caritas Socialis Privatstiftung“. Neben seiner therapeutischen Tätigkeit bildete sich Seidl als Kirchenmusiker weiter, von 2004 bis 2011 studierte er am Konservatorium für Kirchenmusik der Diözese St. Pölten u. a. bei Michael Kitzinger (Orgel) und Domorganist Ludwig Lusser (Improvisation).

### Musiker
Seidl wirkt als Kirchenmusiker in den römisch-katholischen Wiener Pfarren Sankt Ruprecht (Rektoratsgemeinde) und St. Othmar sowie in der Evangelischen Pfarrgemeinde H.B. in Wien Süd. Des Weiteren leitet er mehrere Chöre, u. a. in Wien den Erlöserkirche Gospel Choir sowie den Chor Aufwind in seiner bayerischen Heimatpfarrei Schaufling. Mit diesen hat er wiederholt an der Gestaltung von Rundfunkgottesdiensten mitgewirkt. Das kompositorische Schaffen Seidls umfasst vor allem geistliche Chor- und Orgelmusik. Er wirkte mit zahlreichen Kompositionen an der Neubearbeitung des katholischen Gesangbuchs „Gotteslob“ mit, d. h. am Band Vorspiele/Intonationen zum Gotteslob-Eigenteil Österreich sowie am Orgelbuch zum Gotteslob. Eigenteil Österreich, beide erschienen im Carus-Verlag.

### Therapeut
Nach Beendigung des Studiums war Seidl vorerst als Musiktherapeut bei der Caritas Socialis in Wien tätig und wechselte später an die Psychiatrische Abteilung des Sozialmedizinischen Zentrums Süd – Kaiser-Franz-Josef-Spital. Er hat wiederholt zu musiktherapeutischen Themen auf Fachtagungen referiert sowie einschlägige Fortbildungen geleitet und zum Thema publiziert. Des Weiteren ist er Mitglied des „Wiener Instituts für Musiktherapie“ (WIM).

## Werke (Auswahl)
- Halleluja Gott, dem Herrn! (Text: nach Matthias Jorissen), Herr, die Erde ist gesegnet (Text: Heinrich Puchta), für Sopran, Alt, Bass und Orgel, in: Geistliche Volksmusik zum Erntedank. Für drei Stimmen mit Orgel oder Instrumentalbegleitung. Hrsg. Kulturreferat des Bezirks Niederbayern, Bistum Passau und Sänger & Musikanten / Zeitschrift für musikalische Volkskultur. Bischöfliches Seelsorgeamt / Referat Kirchenmusik, Passau 2005.
- Hildegard Burjan Lied. (Text: Sr. Karin Weiler CS; uraufgeführt anlässlich der Seligsprechung von Hildegard Burjan im Wiener Stephansdom am 29. Januar 2012)[5]
- Alle meine Quellen entspringen in dir, Da wohnt ein Sehnen tief in uns, Du rufst mich im Dunkel dieser Zeit, Ehre sei dir, unserm Gott, Komm, Heil´ger Geist, mit deiner Kraft, Unsres Herzens Stimme, Sing mit mir ein Halleluja. Orgelbegleitsätze, in: Orgelbuch zum Gotteslob [Musikdruck]: Eigenteil Österreich. Carus-Verlag, Stuttgart 2013.
- Ehre sei dir, unserm Gott, Unsres Herzens Stimme, Schweigen möcht ich, Herr, Da wohnt ein Sehnen tief in uns, Du rufst mich im Dunkel dieser Zeit, Mein Gott, bring mir Rettung. Orgelintonationen, in: Intonationen zum Gotteslob. Eigenteil Österreich: Vorspiele/Intonationen für Orgel oder andere Tasteninstrumente zu sämtlichen Liedern und Gesängen. Carus-Verlag, Stuttgart 2013.